# 헛통증
헛통증(phantom pain) 또는 환상통증은 몸의 한 부위나 장기가 물리적으로 없는 상태임에도 있는 것처럼 느끼는 감각을 말한다.
사지 중 하나 이상이 없는 느낌을 헛팔다리통증으로 부른다. 절단으로 인한 제거, 또는 선천적인 이유로 말미암아 몸의 부위를 잃는다. (Giummarra et al., 2007) 그러나 환상지통은 신경 찢김, 척수 손상을 일으킬 수도 있다.
헛통증은 여러 형태로 느낄 수 있다:
- 헛팔다리통증: 실제 부위가 있으나 없는 것처럼 느끼는 증상.
- 움직임의 환상 (다리가 움직이는 느낌)
- 촉감, 온도, 압박, 가려움의 느낌.

## 같이 보기
- 헛팔다리

## 참고 문헌
- Giummarra, Melita J.; Gibson, Stephen J.; Georgiou-Karistianis, Nellie; Bradshaw, John L. (2007년 4월). 《Central Mechanisms in Phantom Limb Perception: The Past, Present, and Future》. 《Brain Research Reviews》 54. 219–232쪽. doi:10.1016/j.brainresrev.2007.01.009. PMID 17500095.